# 新加坡通讯
新加坡擁有強大和完善的通訊網絡，電信公司提供從普通GSM通訊到無綫互聯網接入再到5G手機通訊的幾乎所有服務。

## 四大電信公司
- 新加坡電信
- 第一通（英语：M1 (Singaporean company)）
- 星和电信
- SIMPA電信（英语：Simba Telecom）